# Killer Instinct (série de jeux vidéo)
 (juin 2009).
Si vous disposez d'ouvrages ou d'articles de référence ou si vous connaissez des sites web de qualité traitant du thème abordé ici, merci de compléter l'article en donnant les références utiles à sa vérifiabilité et en les liant à la section « Notes et références ».
Pour les articles homonymes, voir Killer Instinct.
Killer Instinct est une série de jeux vidéo de combat développée par Rare. Débutée en 1994 avec Killer Instinct sur bornes d'arcade, le jeu se verra adapté sur les consoles Super Nintendo et Game Boy.
Une suite parait fin 1995 uniquement sur bornes d'arcade. Un épisode s'inspirant du deuxième volet spécialement réalisé pour la Nintendo 64, sort à la fin de l'année 1996.
Plusieurs caméos sont visibles dans les autres jeux récemment développés par Rare : dans Conker: Live and Reloaded, le personnage de Conker lit un magazine dont le quatrième de couverture représente le logo KIIII. Dans Grabbed by the Ghoulies, le joueur peut également voir une boite de jeu Xbox à l'effigie d'un éventuel troisième opus.
Un nouvel opus exclusif à la Xbox One, Killer Instinct est finalement dévoilé pendant la conférence Microsoft de l'E3 2013, puis sort à partir de 2013.

## Système de jeu
Le gameplay de Killer Instinct se compose des coups classiques des jeux de combat en 2D. Les coups de poing et coups de pied sont configurés avec trois boutons distincts, un bouton pour le coup rapide, un pour le coup moyen et un pour le coup violent. Sauter, s'accroupir et se déplacer font partie des autres commandes de base. Le système de jeu inclut également les blocages haut et bas.
Les combos constituent l'élément principal du gameplay de Killer Instinct. Chaque personnage possède une technique appelée « Combo Breaker », qui consiste à interrompre le combo de l'adversaire. Les Combo Breaker sont également calqués sur les mouvements de bases (rapide, moyen et violent). Pour briser un coup, la manipulation à réaliser dépend du type de coup porté. Un Combo Breaker rapide brise un coup moyen, un Combo Breaker moyen brise un coup violent et un Combo Breaker violent brise un coup rapide.
Le jeu possède également un enchaînement de coups appelé « Ultra Combos », réalisable lorsque la barre de vie de l'adversaire clignote dans le but de l'achever. Lors de son exécution, le personnage inflige rapidement un minimum de 20 coups qui terrassent son opposant. Le joueur peut exécuter un combo jusqu'à 46 coups à la suite. Il s'agit du seul combo qu'il n'est pas possible de contrer. Des fatalités sont également présentes pour la fin des combats, et chaque combattant dispose de trois différentes fatalités.

## Jeux
- Killer Instinct (1994)
- Killer Instinct 2 (1995)
- Killer Instinct Gold (1996)
- Killer Instinct (2013)